# Toevaanse Autonome Oblast
De Toevaanse Autonome Oblast (Russisch: Туви́нская автономная область, Toevinskaja avtonomnaja oblast) was een autonome oblast in de Sovjet-Unie. De autonome oblast ontstond op 11 oktober 1944 uit het gebied van de in 1941
door de Sovjet-Unie opgeven volksrepubliek Toeva. Op 10 oktober 1961 werd de status van de autonome oblast verhoogd tot Toevaanse Autonome Socialistische Sovjetrepubliek die na de opheffing van de Sovjet-Unie opging in de republiek Toeva.